# Vought SB2U Vindicator
Vought SB2U Vindicator – pokładowy bombowiec nurkujący zaprojektowany dla US Navy w zakładach Vought w latach 30. Był to pierwszy amerykański jednopłatowiec tego typu. W momencie wybuchu II wojny światowej była to już konstrukcja przestarzała, ale pozostała na wyposażeniu jednostek amerykańskich do czasu bitwy pod Midway.

## Historia

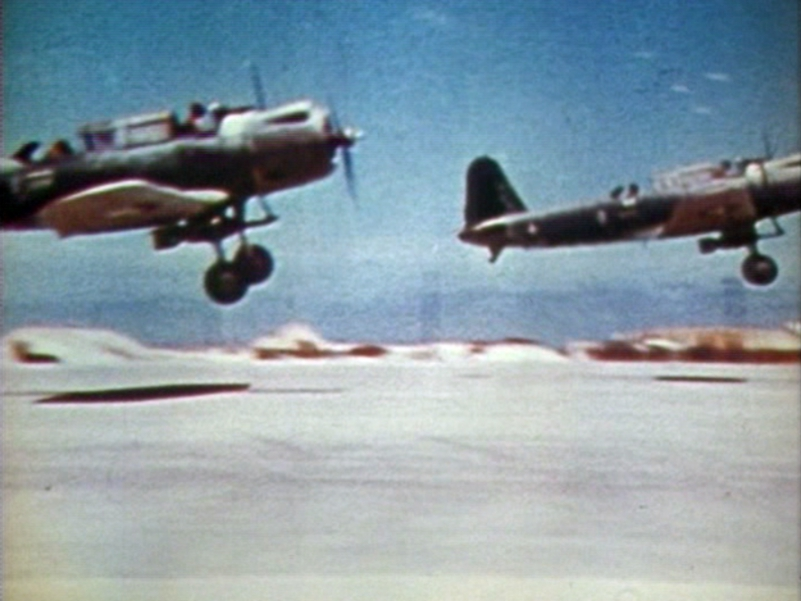
SB2U startujące z Midway 2 czerwca 1942 r.

W 1934 US Navy ogłosiła konkurs na nowe samoloty rozpoznawczo-bombowe (scout bomber) jedno- i dwupłatowe, na który odpowiedziało sześć firm lotniczych. Firma Vought zgłosił projekty w obu kategoriach (drugim projektem był Vought XSB3U). Do konkursu stanęły wówczas samoloty Brewster XSBA-1, Curtiss XSBC-3, Great Lakes XB2G-1, Grumman XSBF-1 i Northrop XBT-1, z wyjątkiem samolotów Grummana i Great Lakes do produkcji weszły wszystkie pozostałe konstrukcje.
Łącznie zbudowano około 170 sztuk Vindicatora, z czego do czasów dzisiejszych przetrwał jeden egzemplarz obecnie znajdujący się w National Museum of Naval Aviation w Pensacoli.

## Historia operacyjna

### US Navy
Vindicatory służyły na czterech lotniskowcach Marynarki Wojennej Stanów Zjednoczonych – USS „Lexington”, USS „Saratoga”, USS „Ranger” i USS „Wasp” od grudnia 1937 do września 1942.

### US Marine Corps
Dwa dywizjony należące do sił Piechoty Morskiej zostały wyposażone w samoloty tego typu od marca 1941 do września 1943, dywizjon VMSB-241 wziął udział w czasie bitwy pod Midway.

### Marine Nationale

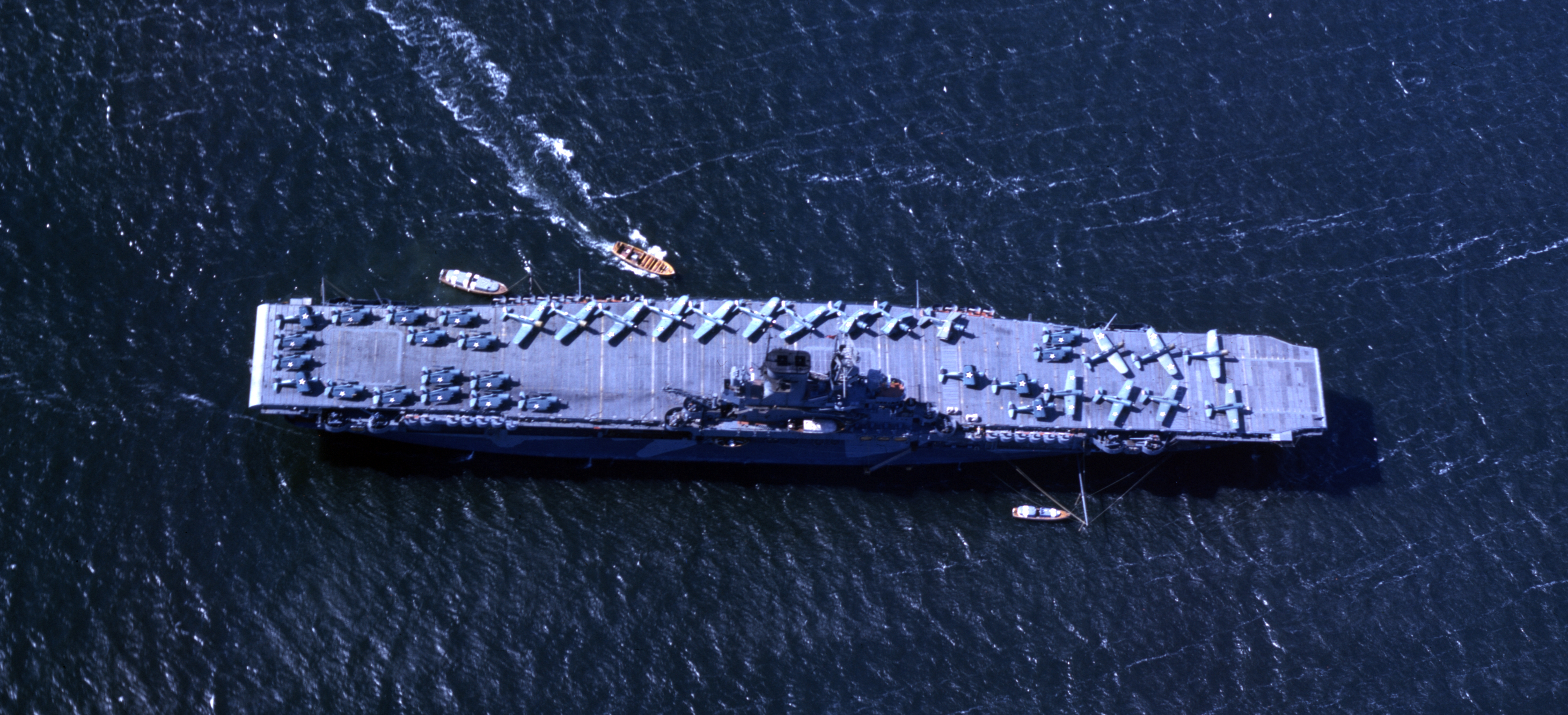
SB2U na pokładzie lotniskowca USS „Wasp” w San Diego, czerwiec 1942

Wersja francuska, V-156-F, bazowała na modelu SB2U-2 i została wyposażona we francuskie oprzyrządowanie. Samoloty zostały dostarczone w lipcu 1939 i przeprowadzono wówczas testy na francuskim lotniskowcu „Béarn”, ale po wybuchu wojny zdecydowano, że ten stary okręt jest zbyt powolny i dwie jednostki wyposażone w te samoloty escadrilles AB 1 i AB 3 zostały przeniesione na lotniska lądowe.
Eskadra AB 1 wzięła udział w walkach w północnej Francji, gdzie poniosła bardzo wysokie straty, AB 3 walczyła przeciwko wojskom włoskim.

## Royal Navy
Siły powietrzne Królewskiej Marynarki Wojennej, Fleet Air Arm, zakupiły 50 samolotów tego typu w czerwcu 1941, sformowano z tych samolotów Dywizjon 811. W nomenklaturze angielskiej samoloty te otrzymały nazwę „Chesapeake”, a popularnie znane były jako „cheesecake” (sernik). Początkowo założono, że „serniki” zostaną przeznaczone do patroli przeciwko okrętom podwodnym, a Dywizjon 811 będzie stacjonował na lotniskowcu eskortowym HMS „Archer”. Po pierwszych próbach w październiku zdecydowano, że samoloty te mają zbyt małą moc, aby mogły się wzbić ze stosunkowo małego pokładu lotniskowca eskortowego z pełnym uzbrojeniem i zostały one zastąpione przez angielskie Fairey Swordfish.

## Opis konstrukcji
SB2U był dolnopłatem o konstrukcji klasycznej z kołem ogonowym, kabina pilota i tylnego strzelca przykryta dużą, przeszkloną owiewką. Jedyną niezwykłą cechą tej konstrukcji było śmigło o możliwości odwrócenia ciągu co było wykorzystywane do spowalniania samolotu w czasie nurkowego ataku bombowego.

## Wersje produkcyjne
- XSB2U-1 – prototyp (1)
  - SB2U-1 – Pierwsza wersja produkcyjna) (54)
- SB2U-2 – Druga wersja produkcyjna (58)
- XSB2U-3 – Prototyp wersji o większym zasięgu, zmodyfikowany SB2U-1 (1)
  - SB2U-3 – Trzecia wersja produkcyjna (57)
- V-156B – Wersja eksportowa dla francuskiej marynarki wojennej (24)
  - V-156B-1 – Wersja eksportowa dla Royal Navy, Chesapeake Mk.I (50)